# Klausen-Leopoldsdorf
Klausen-Leopoldsdorf je rakouská obec v Dolních Rakousích v okrese Baden (Rakousko). Výměra obce je 60,03 kilometrů čtverečních.

## Geografie
Obec leží na horním toku řeky Schwechat ve Vídeňském lese. Obec je dostupná ze silnice od Allandu. Tato lesní silnice vede nahoru do kopce do „Klausen-Leopoldsdorfu“.
Z Klausen-Leopoldsdorfu vede silnice dále buď do „Gruberau“ Wienerwald) nebo přes „Schöpflgitter“ a „Kleinmariazellerforst“ do „Sankt Corona am Schöpfl“ v Triestingtalu.
V blízkosti obce vede „Vídeňská vnější okružní dálnice" a je přístupná s nájezdem u Allandu. Dlouhou dobu zde dálnice končila a další úsek byl zprovozněn až v roce 1982.

## Politika
Při obecních volbách v roce 2001 bylo v obci 1476 voličů.
- Rakouská lidová strana ÖVP dostala 723 hlasů a 75,63 % a získala 15 mandátů.
- Sociálně demokratická strana dostala SPÖ 233 hlasů a získala 4 mandáty.

### Vývoj počtu obyvatel
V roce 1971 žilo v obci 1215 obyvatel
- 1981 1166
- 1991 1169
- 2001 1386

### Členění obce
Klausen-Leopoldsdorf má dvě katastrální území:
- Klausen-Leopoldsdorf

* Hochstraß
- Kleinmariazellerforst

* Schöpflgitter

## Historie
Viz stránky obce Klausen-Leopoldsdorf.

## Sportovní spolky
- Spolek sportovně kulturní a turistického ruchu (SKFV) Hochstraß / Klausen-Leopoldsdorf
- Cyklistické družstvo (RSC) Klausen-Leopoldsdorf
- Tenisový spolek Klausen-Leopoldsdorf
- Spolek pro přestavbu vesnice Klausen-Leopoldsdorf
- Spolek cizineckého ruchu a okrašlovací
- Spolek svatého kříže (SVK-H)
- Jezdecký spolek „Gut Ranzenbach"